# Rödåsel
Rödåsel es un pueblo (Småort) en el municipio de Umeå en la provincia de Västerbotten, provincia histórica Västerbotten, Suecia. Tiene una superficie de 0,19 km² y en 2010 tenía una población de 96 habitantes. 

## Geografía
Está situado cerca de la desembocadura del curso de agua Rodan en el río Vindelälven. Las ciudades más cercanas son Tavelsjö (10 km), Vindeln (21 km), Vännäsvägen (26 km) y Umeå (38 km). Länsväg 363 km pasa justo fuera del pueblo. Rödåsel pertenece junto con los pueblos Blomdal, Rödåliden, Rodanas, Västra Överrödå, Älglund y Överrödå administrativamente al municipio Rödåbygden.

## Etimología
El nombre Rödåsel consta de dos partes: Roda y -sel. Roda (rojo) se refiere a la rica presencia de ocre rojo en la zona, que afectó el color del curso de agua Rodan. Varias pueblos del distrito tienen formas de nombres similares: Rödåbäck, Rödåliden, Rödålund, Rodanas y Överrödå. Sel es la parte del río donde se ensancha 
y el agua fluye tranquilamente, a menudo el nombre de la pieza entre dos rápidos. El palabra sel se utiliza en muchos topónimos suecos.

## Galería de imágenes

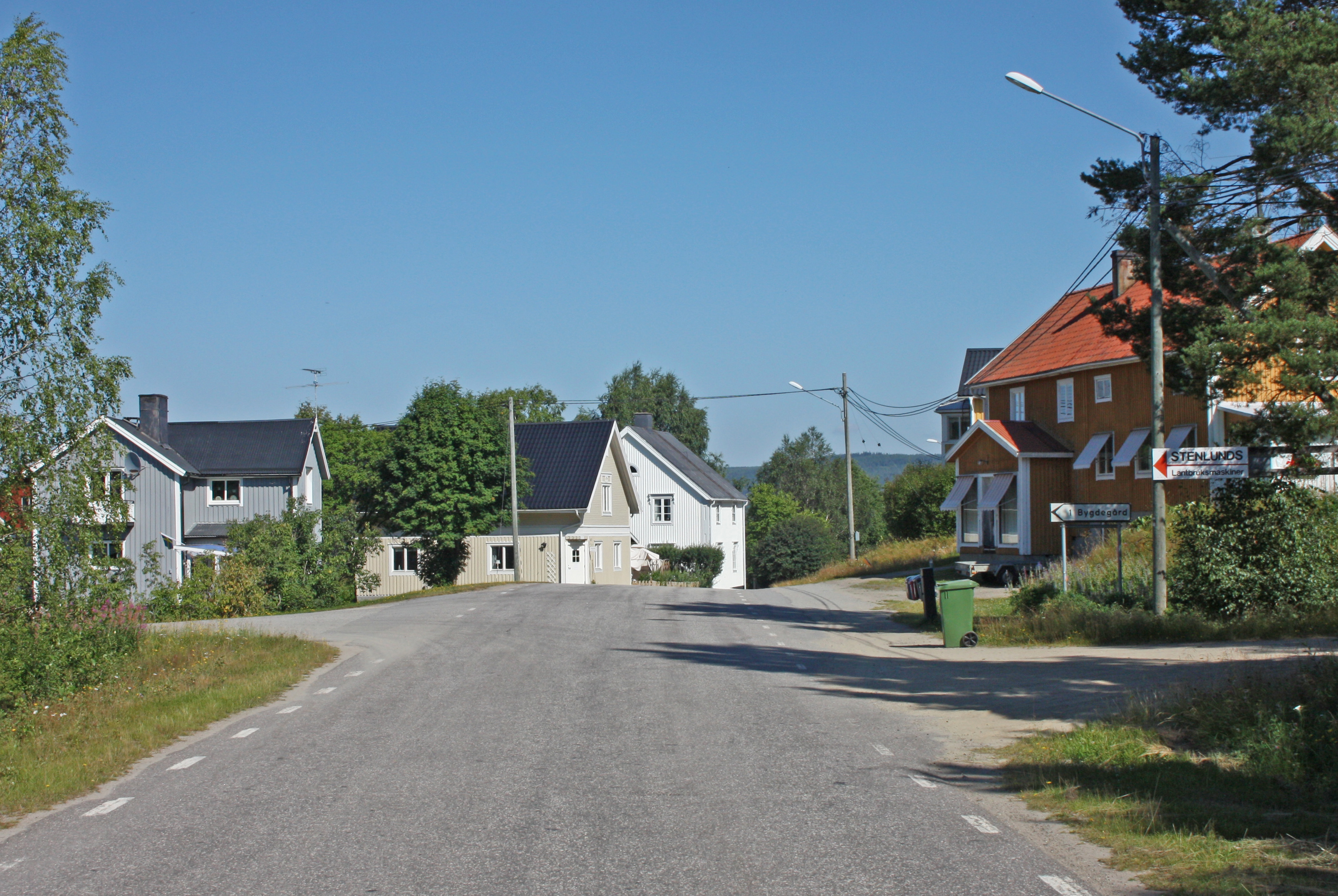
"Dalarna" en Rödåsel
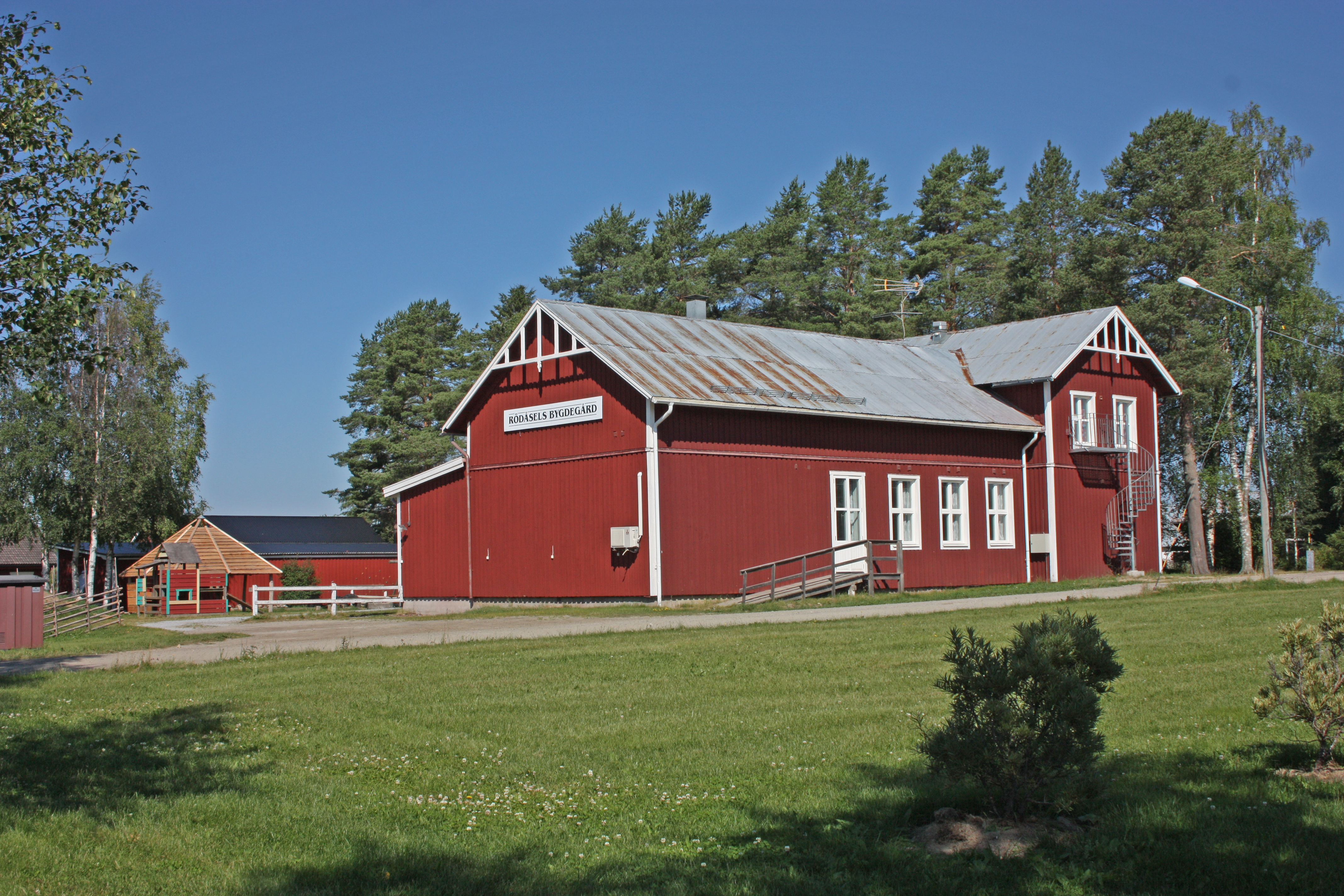
La vieja escuela en Rödåsel (y actualmente el centro comunitario)
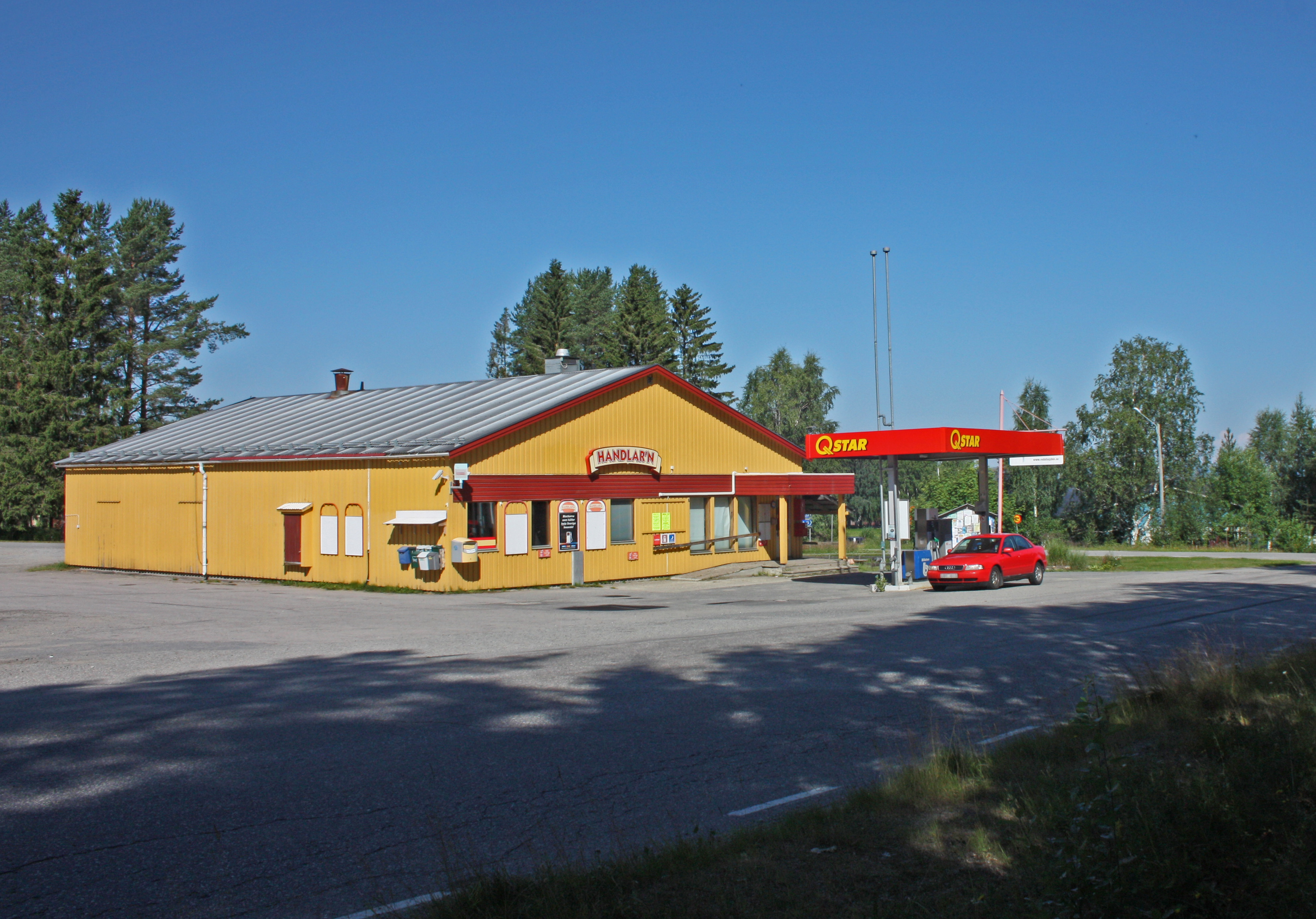
Gasolinera en Rödåsel